# Tafelzicht
Tafelzicht (Afrikaans: Tafelsig) is een grote voorstad van Kaapstad, vernoemd naar de Tafelberg in Kaapstad.